# Leaders Cup 2020
Navigation
Disneyland Paris 2019 Leaders Cup 2023
La huitième édition de la Leaders Cup de basket-ball (ou Disneyland Paris Leaders Cup LNB pour des raisons de parrainage) se déroule du 14 au 16 février 2020 à la Disney Events Arena de Disneyland Paris à Chessy (Seine-et-Marne).

## Contexte
À l'issue de la phase « Aller » de la saison 2019-2020 du championnat de Jeep Élite, les huit premières équipes sont qualifiées pour la compétition. Celle-ci se joue sur trois jours, à partir des quarts de finale, suivant le format des matches à élimination directe.

## Résumé
Les huit équipes qualifiées sont reversées dans deux chapeaux (un chapeau pour les équipes classées de 1 à 4 et un deuxième chapeau pour les équipes classées de 5 à 8) pour le tirage au sort des rencontres.

### Équipes qualifiées

#### Chronologie des qualifications
| Rang | Équipe               | Bilan | Statut   | Date (et journée) d'obtention     | Date (et journée) d'obtention |
| Rang | Équipe               | Bilan | Statut   | Qualification pour la Leaders Cup | Tête de série au premier tour |
| ---- | -------------------- | ----- | -------- | --------------------------------- | ----------------------------- |
| 1    | Monaco               | 15-2  | Qualifié | 7 décembre (12e journée)          | 27 décembre (16e journée)     |
| 2    | Lyon-Villeurbanne C  | 15-2  | Qualifié | 1er décembre (11e journée)        | 14 décembre (13e journée)     |
| 3    | Dijon                | 14-3  | Qualifié | 7 décembre (12e journée)          | 26 décembre (16e journée)     |
| 4    | Boulogne-Levallois   | 12-5  | Qualifié | 7 décembre (12e journée)          | 27 décembre (16e journée)     |
| 5    | Cholet               | 11-6  | Qualifié | 21 décembre (14e journée)         |                               |
| 6    | Bourg-en-Bresse      | 11-6  | Qualifié | 20 décembre (14e journée)         |                               |
| 7    | Nanterre             | 8-9   | Qualifié | 27 décembre (16e journée)         |                               |
| 8    | Strasbourg T         | 8-9   | Qualifié | 27 décembre (16e journée)         |                               |
| 9    | Le Mans              | 8-9   | Éliminé  |                                   |                               |
| 10   | Limoges              | 7-10  | Éliminé  |                                   |                               |
| 11   | Pau-Lacq-Orthez      | 7-10  | Éliminé  |                                   |                               |
| 12   | Châlons-Reims        | 7-10  | Éliminé  |                                   |                               |
| 13   | Chalon-sur-Saône     | 6-11  | Éliminé  |                                   |                               |
| 14   | Orléans              | 6-11  | Éliminé  |                                   |                               |
| 15   | Gravelines-Dunkerque | 5-12  | Éliminé  |                                   |                               |
| 16   | Roanne               | 5-12  | Éliminé  |                                   |                               |
| 17   | Boulazac             | 5-12  | Éliminé  |                                   |                               |
| 18   | Le Portel            | 3-14  | Éliminé  |                                   |                               |

| Légende :                       |
| - Qualifié pour la Leaders Cup  |
| - Éliminé                       |
| T : Tenant du titre             |
| C : Champion de France en titre |
| Source classement : lnb.fr      |

## Tableau
Le tirage au sort est effectué le 20 janvier 2020 par Frank Lebœuf.
|  | Quarts de finale      | Quarts de finale      | Quarts de finale      | Quarts de finale      |                   |                   | Demi-finales          | Demi-finales          | Demi-finales          | Demi-finales          |  |  | Finale                | Finale                | Finale                | Finale                |
|  |                       |                       |                       |                       |                   |                   |                       |                       |                       |                       |  |  |                       |                       |                       |                       |
|  | 14 février 2020 15h30 | 14 février 2020 15h30 | 14 février 2020 15h30 | 14 février 2020 15h30 |                   |                   | 15 février 2020 18h00 | 15 février 2020 18h00 | 15 février 2020 18h00 | 15 février 2020 18h00 |  |  | 16 février 2020 17h00 | 16 février 2020 17h00 | 16 février 2020 17h00 | 16 février 2020 17h00 |
|  | 14 février 2020 15h30 | 14 février 2020 15h30 | 14 février 2020 15h30 | 14 février 2020 15h30 |                   |                   | 15 février 2020 18h00 | 15 février 2020 18h00 | 15 février 2020 18h00 | 15 février 2020 18h00 |  |  | 16 février 2020 17h00 | 16 février 2020 17h00 | 16 février 2020 17h00 | 16 février 2020 17h00 |
|  | Lyon-Villeurbanne     | Lyon-Villeurbanne     | 91                    | 91                    |                   |                   | 15 février 2020 18h00 | 15 février 2020 18h00 | 15 février 2020 18h00 | 15 février 2020 18h00 |  |  | 16 février 2020 17h00 | 16 février 2020 17h00 | 16 février 2020 17h00 | 16 février 2020 17h00 |
|  | Lyon-Villeurbanne     | Lyon-Villeurbanne     | 91                    | 91                    |                   |                   | 15 février 2020 18h00 | 15 février 2020 18h00 | 15 février 2020 18h00 | 15 février 2020 18h00 |  |  | 16 février 2020 17h00 | 16 février 2020 17h00 | 16 février 2020 17h00 | 16 février 2020 17h00 |
|  | Strasbourg            | Strasbourg            | 72                    | 72                    |                   |                   | 15 février 2020 18h00 | 15 février 2020 18h00 | 15 février 2020 18h00 | 15 février 2020 18h00 |  |  | 16 février 2020 17h00 | 16 février 2020 17h00 | 16 février 2020 17h00 | 16 février 2020 17h00 |
|  | Strasbourg            | Strasbourg            | 72                    | 72                    | Lyon-Villeurbanne | Lyon-Villeurbanne | 88                    | 88                    |                       |                       |  |  | 16 février 2020 17h00 | 16 février 2020 17h00 | 16 février 2020 17h00 | 16 février 2020 17h00 |
|  | 14 février 2020 13h00 |                       |                       |                       | Lyon-Villeurbanne | Lyon-Villeurbanne | 88                    | 88                    |                       |                       |  |  | 16 février 2020 17h00 | 16 février 2020 17h00 | 16 février 2020 17h00 | 16 février 2020 17h00 |
|  |                       |                       | Boulogne-Levallois    | Boulogne-Levallois    | 59                | 59                |                       |                       |                       |                       |  |  | 16 février 2020 17h00 | 16 février 2020 17h00 | 16 février 2020 17h00 | 16 février 2020 17h00 |
|  | Boulogne-Levallois    | Boulogne-Levallois    | Boulogne-Levallois    | Boulogne-Levallois    | 59                | 59                | 82                    | 82                    |                       |                       |  |  | 16 février 2020 17h00 | 16 février 2020 17h00 | 16 février 2020 17h00 | 16 février 2020 17h00 |
|  | Boulogne-Levallois    | Boulogne-Levallois    | 15 février 2020 20h30 |                       |                   |                   | 82                    | 82                    |                       |                       |  |  | 16 février 2020 17h00 | 16 février 2020 17h00 | 16 février 2020 17h00 | 16 février 2020 17h00 |
|  | Cholet                | Cholet                | 74                    | 74                    |                   |                   |                       |                       |                       |                       |  |  | 16 février 2020 17h00 | 16 février 2020 17h00 | 16 février 2020 17h00 | 16 février 2020 17h00 |
|  | Cholet                | Cholet                | 74                    | 74                    | Lyon-Villeurbanne | Lyon-Villeurbanne | 69                    | 69                    |                       |                       |  |  |                       |                       |                       |                       |
|  | 14 février 2020 20h30 |                       |                       |                       | Lyon-Villeurbanne | Lyon-Villeurbanne | 69                    | 69                    |                       |                       |  |  |                       |                       |                       |                       |
|  |                       |                       | Dijon                 | Dijon                 | 77                | 77                |                       |                       |                       |                       |  |  |                       |                       |                       |                       |
|  | Monaco                | Monaco                | Dijon                 | Dijon                 | 77                | 77                | 82                    | 82                    |                       |                       |  |  |                       |                       |                       |                       |
|  | Monaco                | Monaco                |                       |                       |                   |                   |                       |                       |                       |                       |  |  |                       |                       |                       |                       |
|  | Nanterre              | Nanterre              | 70                    | 70                    |                   |                   |                       |                       |                       |                       |  |  |                       |                       |                       |                       |
|  | Nanterre              | Nanterre              | 70                    | 70                    | Monaco            | Monaco            | 81                    | 81                    |                       |                       |  |  |                       |                       |                       |                       |
|  | 14 février 2020 18h00 |                       |                       |                       | Monaco            | Monaco            | 81                    | 81                    |                       |                       |  |  |                       |                       |                       |                       |
|  |                       |                       | Dijon                 | Dijon                 | 83                | 83                |                       |                       |                       |                       |  |  |                       |                       |                       |                       |
|  | Dijon                 | Dijon                 | Dijon                 | Dijon                 | 83                | 83                | 104                   | 104                   |                       |                       |  |  |                       |                       |                       |                       |
|  | Dijon                 | Dijon                 |                       |                       |                   |                   |                       | 104                   |                       |                       |  |  |                       |                       |                       |                       |
|  | Bourg-en-Bresse       | Bourg-en-Bresse       | 79                    | 79                    |                   |                   |                       |                       |                       |                       |  |  |                       |                       |                       |                       |
|  | Bourg-en-Bresse       | Bourg-en-Bresse       | 79                    | 79                    |                   |                   |                       |                       |                       |                       |  |  |                       |                       |                       |                       |
|  |                       |                       |                       |                       |                   |                   |                       |                       |                       |                       |  |  |                       |                       |                       |                       |

## Rencontres

### Quarts de finale

#### Boulogne-Levallois - Cholet
Ces deux équipes ne se sont rencontrées qu'une fois cette saison. Les Mets ont remporté la rencontre aller à la Meilleraie lors de la deuxième journée de championnat (74-86).
C'est la première fois de leur histoire que les deux clubs se font face en Leaders Cup.
| 14 février 2020 13h00 | Rapport | Metropolitans 92                                                              | 82-74                               | Cholet Basket                                                                   |  | Disneyland Events Arena, Chessy (Disneyland Paris) | RMC Sport 2 |
| 14 février 2020 13h00 | Rapport | Score par quart-temps : 20-17, 23-19, 14-24, 25-14                            |                                     |                                                                                 |  | Disneyland Events Arena, Chessy (Disneyland Paris) | RMC Sport 2 |
| 14 février 2020 13h00 | Rapport | Score par mi-temps : 43-36, 39-38                                             |                                     |                                                                                 |  | Disneyland Events Arena, Chessy (Disneyland Paris) | RMC Sport 2 |
| 14 février 2020 13h00 | Rapport | David Michineau, 19 Vitalis Chikoko, 9 Vitalis Chikoko, 4 Vitalis Chikoko, 20 | Points Rebonds Passes d. Évaluation | Karaman, Stockton, 14 Chris Horton, 9 Michael Stockton, 12 Michael Stockton, 23 |  | Disneyland Events Arena, Chessy (Disneyland Paris) | RMC Sport 2 |

#### Lyon-Villeurbanne - Strasbourg
L'ASVEL et la SIG se sont rencontrés deux fois cette saison, chacun remportant un match. Strasbourg élimine l'ASVEL dès le tour préliminaire de la coupe de France, le 17 septembre 2019 (80-75). Les hommes de Zvezdan Mitrović prennent leur revanche seulement 11 jours plus tard, encore une fois au Rhénus, et s'imposent lors de la deuxième journée de championnat (88-89).
Les deux équipes, malgré leurs nombreuses participations en Leaders Cup / Semaine des As (15 pour l'ASVEL, 12 pour Strasbourg) ne se sont rencontrés qu'une seule fois à cette occasion : lors des quarts de finale de la Leaders Cup 2018, Lyon-Villeurbanne s'imposant 77 à 70.
| 14 février 2020 15h30 |                                                                  | ASVEL Lyon-Villeurbanne             | 91-72                                                               | SIG Strasbourg |  | Disneyland Events Arena, Chessy (Disneyland Paris) | RMC Sport 2 |
| 14 février 2020 15h30 | Score par quart-temps : 17-19, 29-13, 24-15, 21-25               |                                     |                                                                     |                |  | Disneyland Events Arena, Chessy (Disneyland Paris) | RMC Sport 2 |
| 14 février 2020 15h30 | Score par mi-temps : 46-32, 45-40                                |                                     |                                                                     |                |  | Disneyland Events Arena, Chessy (Disneyland Paris) | RMC Sport 2 |
| 14 février 2020 15h30 | Théo Maledon, 20 Ismael Bako, 8 Théo Maledon, 7 Théo Maledon, 18 | Points Rebonds Passes d. Évaluation | Gabe York, 17 Boris Dallo, 10 Scottie Reynolds, 8 Thomas Scrubb, 19 |                |  | Disneyland Events Arena, Chessy (Disneyland Paris) | RMC Sport 2 |

#### Dijon - Bourg-en-Bresse
Ces deux équipes se sont rencontrées deux fois lors de la saison, les deux rencontrent tournant à l'avantage de Dijon. Lors du match aller, lors de la 12e journée, la JDA s'impose dans l'Ain 101 à 73. Le match retour lors de la 21e journée voit les bourguignons l'emporter 84-70.
C'est leur première rencontre de leur histoire en Leaders Cup.
| 14 février 2020 18h00 | Rapport | JDA Dijon                                                                    | 104-79                              | JL Bourg-en-Bresse                                                       |  | Disneyland Events Arena, Chessy (Disneyland Paris) | RMC Sport |
| 14 février 2020 18h00 | Rapport | Score par quart-temps : 19-17, 26-15, 31-18, 28-29                           |                                     |                                                                          |  | Disneyland Events Arena, Chessy (Disneyland Paris) | RMC Sport |
| 14 février 2020 18h00 | Rapport | Score par mi-temps : 45-32, 59-47                                            |                                     |                                                                          |  | Disneyland Events Arena, Chessy (Disneyland Paris) | RMC Sport |
| 14 février 2020 18h00 | Rapport | Richard Solomon, 20 Richard Solomon, 8 David Holston, 13 Richard Solomon, 25 | Points Rebonds Passes d. Évaluation | Ognjen Čarapić, 17 Zachery Peacock, 6 Hugo Benitez, 4 Ognjen Čarapić, 18 |  | Disneyland Events Arena, Chessy (Disneyland Paris) | RMC Sport |

#### Monaco - Nanterre
Nanterre et l'ASM se sont rencontrés une unique fois cette saison, dans le cadre de la 10e journée de Jeep Élite. La Roca Team s'impose à domicile, 79 à 69.
C'est la troisième fois que ces deux équipes se rencontreront en Leaders Cup, Monaco ayant remporté leurs deux confrontations dans cette compétition. Lors des quarts de finale de la Leaders Cup 2016, l'ASM s'était imposé 70-68. Ils l'emportent de nouveau l'année suivante, cette fois-ci en demi-finales, sur le score de 81 à 76.
| 14 février 2020 20h30 | Rapport | AS Monaco                                                                 | 82-70                               | Nanterre 92                                                        |  | Disneyland Events Arena, Chessy (Disneyland Paris) | RMC Sport |
| 14 février 2020 20h30 | Rapport | Score par quart-temps : 25-20, 21-16, 21-20, 15-14                        |                                     |                                                                    |  | Disneyland Events Arena, Chessy (Disneyland Paris) | RMC Sport |
| 14 février 2020 20h30 | Rapport | Score par mi-temps : 46-36, 36-34                                         |                                     |                                                                    |  | Disneyland Events Arena, Chessy (Disneyland Paris) | RMC Sport |
| 14 février 2020 20h30 | Rapport | Yakuba Ouattara, 22 Yakuba Ouattara, 7 Norris Cole, 8 Yakuba Ouattara, 20 | Points Rebonds Passes d. Évaluation | Dallas Moore, 16 Damien Bouquet, 8 4 joueurs, 3 Damien Bouquet, 18 |  | Disneyland Events Arena, Chessy (Disneyland Paris) | RMC Sport |

### Demi-finales

#### Lyon-Villeurbanne - Boulogne-Levallois
L'ASVEL et les Mets se sont rencontrés deux fois cette saison, chacun ramenant une victoire. Lors de la 12e journée de championnat, Villeurbanne l'emporte à Marcel-Cerdan 86 à 76. Le match retour à l'Astroballe durant la 22e journée, moins d'une semaine avant cette rencontre, voit cette fois les hommes de Freddy Fauthoux s'imposer sur le même écart (69-79).
C'est la première confrontation de ces deux équipes en Leaders Cup / Semaine des As.
| 15 février 2020 18h00 | Rapport | ASVEL Lyon-Villeurbanne                                        | 88-59                               | Metropolitans 92                                                        |  | Disneyland Events Arena, Chessy (Disneyland Paris) | RMC Sport |
| 15 février 2020 18h00 | Rapport | Score par quart-temps : 27-18, 27-19, 21-8, 13-14              |                                     |                                                                         |  | Disneyland Events Arena, Chessy (Disneyland Paris) | RMC Sport |
| 15 février 2020 18h00 | Rapport | Score par mi-temps : 54-37, 34-22                              |                                     |                                                                         |  | Disneyland Events Arena, Chessy (Disneyland Paris) | RMC Sport |
| 15 février 2020 18h00 | Rapport | Ismael Bako, 15 Ismael Bako, 6 Diot, Lighty, 4 Ismaël Bako, 19 | Points Rebonds Passes d. Évaluation | Vitalis Chikoko, 14 Neal Sako, 7 Bastien Pinault, 3 Vitalis Chikoko, 14 |  | Disneyland Events Arena, Chessy (Disneyland Paris) | RMC Sport |

#### Monaco - Dijon
Remake de la demi-finale des playoffs l'an passé, où Monaco avait remporté la série trois matchs à rien, ces deux équipes ne se sont rencontrés qu'une seule fois cette saison. Lors de la 9e journée de Jeep Élite, l'ASM s'impose à Jean-Michel-Geoffroy sur le score de 85 à 71. Dijon n'a tout simplement plus gagné face à la Roca Team depuis plus de 4 ans et leur dernière victoire 65-59 en décembre 2015.
Cette rencontre est également une nouveauté dans la compétition.
| 15 février 2020 20h30 | Rapport | AS Monaco                                            | 81-83                               | JDA Dijon                                                                  |  | Disneyland Events Arena, Chessy (Disneyland Paris) | RMC Sport |
| 15 février 2020 20h30 | Rapport | Score par quart-temps : 23-23, 24-19, 11-18, 23-23   |                                     |                                                                            |  | Disneyland Events Arena, Chessy (Disneyland Paris) | RMC Sport |
| 15 février 2020 20h30 | Rapport | Score par mi-temps : 47-42, 34-41                    |                                     |                                                                            |  | Disneyland Events Arena, Chessy (Disneyland Paris) | RMC Sport |
| 15 février 2020 20h30 | Rapport | Norris Cole, 19 Dee Bost, 6 Dee Bost, 5 Dee Bost, 18 | Points Rebonds Passes d. Évaluation | Rasheed Sulaimon, 24 Richard Solomon, 6 David Holston, 6 David Holston, 21 |  | Disneyland Events Arena, Chessy (Disneyland Paris) | RMC Sport |

### Finale
| 16 février 2020 17h00 |                                                                        | ASVEL Lyon-Villeurbanne             | 69-77                                                                           | JDA Dijon |  | Disneyland Events Arena, Chessy (Disneyland Paris) | RMC Sport |
| 16 février 2020 17h00 | Score par quart-temps : 13-23, 23-17, 13-13, 20-24                     |                                     |                                                                                 |           |  | Disneyland Events Arena, Chessy (Disneyland Paris) | RMC Sport |
| 16 février 2020 17h00 | Score par mi-temps : 36-40, 33-37                                      |                                     |                                                                                 |           |  | Disneyland Events Arena, Chessy (Disneyland Paris) | RMC Sport |
| 16 février 2020 17h00 | Jordan Taylor, 17 Charles Kahudi, 7 Jordan Taylor, 7 Jordan Taylor, 20 | Points Rebonds Passes d. Évaluation | Rasheed Sulaimon, 20 Alexandre Chassang, 10 Axel Julien, 7 Rasheed Sulaimon, 17 |           |  | Disneyland Events Arena, Chessy (Disneyland Paris) | RMC Sport |

## Leaders Cup Pro B

### Finale
| 16 février 2020 14h30 | Rapport | Olympique d'Antibes                                    | 58-73                               | Hermine de Nantes                                                           |  | Disneyland Events Arena, Chessy (Disneyland Paris) | RMC Sport |
| 16 février 2020 14h30 | Rapport | Score par quart-temps : 18-20, 13-16, 14-13, 13-24     |                                     |                                                                             |  | Disneyland Events Arena, Chessy (Disneyland Paris) | RMC Sport |
| 16 février 2020 14h30 | Rapport | Score par mi-temps : 31-36, 27-37                      |                                     |                                                                             |  | Disneyland Events Arena, Chessy (Disneyland Paris) | RMC Sport |
| 16 février 2020 14h30 | Rapport | Zaid Hearst, 13 Tim Blue, 7 Roko Ukić, 11 Tim Blue, 14 | Points Rebonds Passes d. Évaluation | Ludovic Negrobar, 22 Maodo Nguirane, 9 El Mabrouk, Smith, 5 Terry Smith, 22 |  | Disneyland Events Arena, Chessy (Disneyland Paris) | RMC Sport |